# أريج العطار
أريج العطار (4 مارس 1993  -)، ممثلة كويتية. بدأت التمثيل في سن العاشرة مع المخرج غافل فاضل في مسلسل «للحياة وجه آخر»، وبعد ذلك شاركت في عدة مسلسلات منها «بقايا ليل» ومسلسل «بلا قيود» ، ثم بعد ذلك اتجهت إلى المسرح وشاركت في أكثر من مهرجان وحصلت على جائزتين، أحدهما في مسرحية «وسمية تخرج من البحر» وحصلت فيها على جائزة أفضل ممثلة دور ثان، والجائزة الثانية هي جائزة أفضل ممثلة واعدة عن مسرحية «العثرة»، كما أن والدتها تعمل في مجال الإخراج.

## أعمالها

### من المسلسلات
- للحياة وجه آخر.
- بقايا ليل.
- بلا قيود.
- الدخيلة
- روتين.
- أمر إخلاء.
- ملاك رحمة.
- انتقام مشروع
- ملفات منسية

### من المسرحيات
- وسمية تخرج من البحر.
- العثرة.
- كتاب العجائب.
- هاي فايف.
- بيت الحلاو
- الاول من نوعه

## روابط خارجية
- أريج العطار على موقع قاعدة بيانات الأفلام العربية